# أفيكس توين
أفيكس توين هو موسيقي،ملحن ومنسق موسيقى بريطاني ولد في 18 أغسطس 1971.

## روابط خارجية
أفيكس توين على موقع IMDb (الإنجليزية)
- أفيكس توين على موقع ميوزك برينز (الإنجليزية)
- أفيكس توين على موقع ميوزك برينز (الإنجليزية)
- أفيكس توين على موقع ميوزك برينز (الإنجليزية)
- أفيكس توين على موقع ميوزك برينز (الإنجليزية)
- أفيكس توين على موقع ميوزك برينز (الإنجليزية)
- أفيكس توين على موقع ميوزك برينز (الإنجليزية)
- أفيكس توين على موقع ميوزك برينز (الإنجليزية)
- أفيكس توين على موقع ميوزك برينز (الإنجليزية)
- أفيكس توين على موقع ميوزك برينز (الإنجليزية)
- أفيكس توين على موقع ميوزك برينز (الإنجليزية)